# Список птахів Папуа Нової Гвінеї
Це перелік видів птахів, зафіксованих на території Папуа Нової Гвінеї. Авіфауна Папуа Нової Гвінеї налічує загалом 902 видів, з яких 103 види є ендемічними, а 2 були інтродуковані людьми. 44 види перебувають під загрозою зникнення.

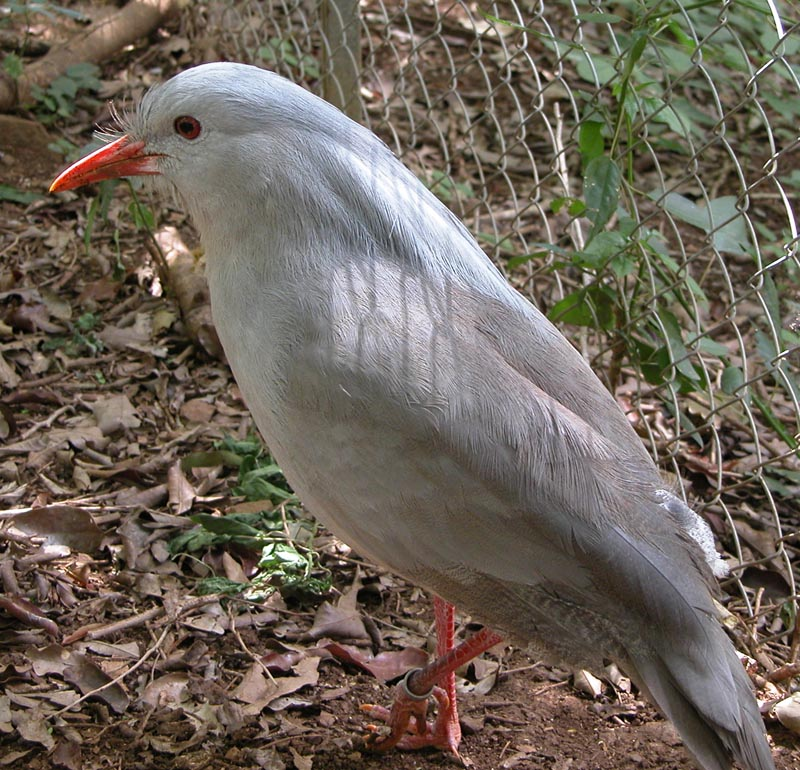
Дивоптах рудохвостий (Paradisaea raggiana) — національний птах Папуа Нової Гвінеї

## Позначки
Наступні теги використані для виділення деяких категорій птахів.
- (А) Випадковий — вид, який рідко або випадково трапляється в Папуа Новій Гвінеї
- (Е) Ендемічий — вид, який є ендеміком Папуа Нової Гвінеї
- (I) Інтродукований — вид, завезений до Папуа Нової Гвінеї як наслідок, прямих чи непрямих людських дій

## Казуароподібні(Casuariiformes)

### Родина:Казуарові(Casuariidae)
- Казуар шоломний, Casuarius casuarius
- Казуар малий, Casuarius bennetti
- Казуар жовтошиїй, Casuarius unappendiculatus

## Гусеподібні(Anseriformes)

### Родина:Уракові(Anseranatidae)
- Урако, Anseranas semipalmata

### Родина:Качкові(Anatidae)
- Свистач плямистобокий, Dendrocygna guttata
- Свистач австралійський, Dendrocygna eytoni
- Свистач філіппінський, Dendrocygna arcuata
- Лебідь чорний, Cygnus atratus (A)
- Галагаз-раджа, Radjah radjah
- Чирянка-крихітка чорношия, Nettapus pulchellus
- Чирянка-крихітка індійська, Nettapus coromandelianus
- Качка гриваста, Chenonetta jubata (A)
- Качка смугаста, Salvadorina waigiuensis
- Чирянка велика, Spatula querquedula
- Широконіска північна, Spatula clypeata (A)
- Свищ євразійський, Mareca penelope
- Крижень австралійський, Anas superciliosa
- Шилохвіст північний, Anas acuta
- Чирянка сіра, Anas gibberifrons
- Чирянка світлогорла, Anas gracilis
- Чернь австралійська, Aythya australis
- Чернь чубата, Aythya fuligula (A)

## Куроподібні(Galliformes)

### Родина:Великоногові(Megapodiidae)
- Великоніг сірощокий, Aepypodius arfakianus
- Великоніг чорнодзьобий, Talegalla fuscirostris
- Великоніг буродзьобий, Talegalla jobiensis
- Великоніг джунглевий, Megapodius freycinet
- Великоніг меланезійський, Megapodius eremita
- Великоніг папуанський, Megapodius decollatus
- Великоніг австралійський, Megapodius reinwardt

### Родина:Фазанові(Phasianidae)
- Перепілка бура, Synoicus ypsilophorus
- Перепілка китайська, Synoicus chinensis
- Перепілка новогвінейська, Synoicus monorthonyx
- Курка банківська, Gallus gallus

## Пірникозоподібні(Podicipediformes)

### Родина:Пірникозові(Podicipedidae)
- Пірникоза мала, Tachybaptus ruficollis
- Пірникоза австралійська, Tachybaptus novaehollandiae

## Голубоподібні(Columbiformes)

### Родина:Голубові(Columbidae)
- Голуб сизий, Columba livia
- Columba vitiensis
- Columba pallidiceps
- Горлиця китайська, Spilopelia chinensis (A)
- Горлиця тонкодзьоба, Macropygia amboinensis
- Горлиця султанська, Macropygia doreya
- Горлиця чорнодзьоба, Macropygia nigrirostris
- Горлиця двоморфна, Macropygia mackinlayi
- Голуб-довгохвіст рудокрилий, Reinwardtoena reinwardti
- Голуб-довгохвіст чорнокрилий, Reinwardtoena browni (E)
- Голуб-довгохвіст чубатий, Reinwardtoena crassirostris
- Chalcophaps longirostris
- Chalcophaps stephani
- Голуб-бронзовокрил білолобий, Henicophaps albifrons
- Голуб-бронзовокрил світлочеревий, Henicophaps foersteri (E)
- Alopecoenas beccarii
- Alopecoenas jobiensis
- Geopelia striata
- Geopelia placida
- Geopelia humeralis
- Голуб гривастий, Caloenas nicobarica
- Gallicolumba rufigula
- Тругон, Trugon terrestris
- Палома, Otidiphaps nobilis
- Goura cristata
- Goura sclaterii
- Коронач південний, Goura scheepmakeri (E)
- Коронач північний, Goura victoria
- Тілопо довгохвостий, Ptilinopus magnificus
- Тілопо оливковоголовий, Ptilinopus perlatus
- Тілопо новогвінейський, Ptilinopus ornatus
- Тілопо золотолобий, Ptilinopus aurantiifrons
- Тілопо смугастобокий, Ptilinopus superbus
- Тілопо фіолетоволобий, Ptilinopus coronulatus
- Тілопо білогорлий, Ptilinopus pulchellus
- Тілопо гірський, Ptilinopus rivoli
- Тілопо бузковогрудий, Ptilinopus solomonensis
- Тілопо червоноволий, Ptilinopus viridis
- Тілопо аруйський, Ptilinopus iozonus
- Тілопо шишколобий, Ptilinopus insolitus (E)
- Тілопо карликовий, Ptilinopus nainus
- Пінон папуанський, Ducula perspicillata (A)
- Пінон жовтоокий, Ducula concinna (A)
- Пінон тонганський, Ducula pacifica
- Пінон гребінчастий, Ducula rubricera
- Пінон новогвінейський, Ducula rufigaster
- Пінон строкатохвостий, Ducula finschii (E)
- Пінон рудогрудий, Ducula chalconota
- Пінон острівний, Ducula pistrinaria
- Пінон червоноокий, Ducula pinon
- Пінон чорний, Ducula melanochroa (E)
- Пінон білогорлий, Ducula mullerii
- Пінон рожевошиїй, Ducula zoeae
- Пінон двобарвний, Ducula bicolor
- Пінон кремовоперий, Ducula subflavescens (E)
- Пінон австралійський, Ducula spilorrhoa
- Lopholaimus antarcticus
- Gymnophaps albertisii
- Gymnophaps solomonensis (E)

## Дрохвоподібні(Otidiformes)

### Родина:Дрохвові(Otididae)
- Дрохва австралійська, Ardeotis australis

## Зозулеподібні(Cuculiformes)

### Родина:Зозулеві(Cuculidae)
- Коукал строкатий, Centropus ateralbus (E)
- Коукал великий, Centropus menbeki
- Коукал фіолетовий, Centropus violaceus (E)
- Коукал новогвінейський, Centropus bernsteini
- Коукал смугастохвостий, Centropus phasianinus
- Коель малий, Microdynamis parva
- Eudynamys scolopaceus
- Коель східний, Eudynamys orientalis
- Коель новозеландський, Urodynamis taitensis
- Зозуля-велет, Scythrops novaehollandiae
- Зозуля довгодзьоба, Chrysococcyx megarhynchus
- Дідрик рудохвостий, Chrysococcyx basalis
- Дідрик австралійський, Chrysococcyx osculans
- Дідрик рудоголовий, Chrysococcyx ruficollis
- Дідрик смугастощокий, Chrysococcyx lucidus
- Дідрик рудий, Chrysococcyx meyerii
- Дідрик зеленоголовий, Chrysococcyx minutillus
- Зозуля бліда, Cacomantis pallidus
- Коель білоголовий, Cacomantis leucolophus
- Кукавка рудочерева, Cacomantis castaneiventris
- Кукавка віялохвоста, Cacomantis flabelliformis
- Кукавка австралійська, Cacomantis variolosus
- Зозуля глуха, Cuculus saturatus
- Зозуля сибірська, Cuculus optatus

## Дрімлюгоподібні(Caprimulgiformes)

### Родина:Білоногові(Podargidae)
- Білоніг новогвінейський, Podargus ocellatus
- Білоніг гігантський, Podargus papuensis
- Корнудо соломонський, Rigidipenna inexpectata

### Родина:Дрімлюгові(Caprimulgidae)
- Ночнар соломонський, Eurostopodus nigripennis
- Ночнар білогорлий, Eurostopodus mystacalis
- Ночнар папуанський, Eurostopodus papuensis
- Ночнар високогірний, Eurostopodus archboldi
- Дрімлюга маньчжурський, Caprimulgus jotaka (A)
- Дрімлюга великохвостий, Caprimulgus macrurus

### Родина:Еготелові(Aegothelidae)
- Еготело великий, Aegotheles insignis
- Татеї, Aegotheles tatei (E)
- Еготело темнокрилий, Aegotheles wallacii
- Еготело плямистокрилий, Aegotheles archboldi
- Еготело гірський, Aegotheles albertisi
- Еготело австралійський, Aegotheles cristatus
- Еготело смугастоголовий, Aegotheles bennettii

## Серпокрильцеподібні(Apodiformes)

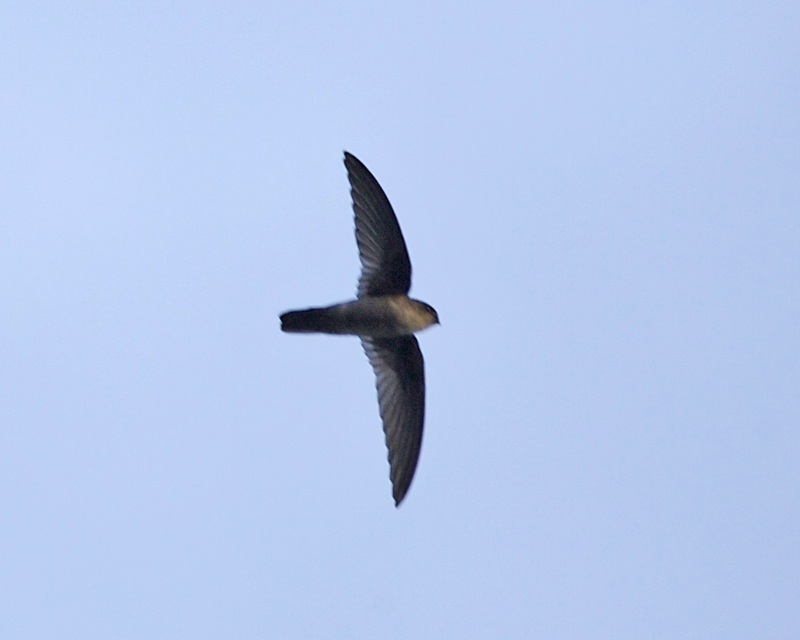
Салангана бура (Aerodramus vanikorensis)

### Родина:Серпокрильцеві(Apodidae)
- Голкохвіст новогвінейський, Mearnsia novaeguineae
- Колючохвіст білогорлий, Hirundapus caudacutus
- Салангана білочерева, Collocalia esculenta
- Салангана гірська, Aerodramus hirundinaceus
- Салангана світлогуза, Aerodramus spodiopygius
- Салангана голонога, Aerodramus nuditarsus
- Салангана меланезійська, Aerodramus orientalis
- Салангана бура, Aerodramus vanikorensis
- Салангана папуанська, Aerodramus papuensis
- Серпокрилець сибірський, Apus pacificus

### Родина:Клехові(Hemiprocnidae)

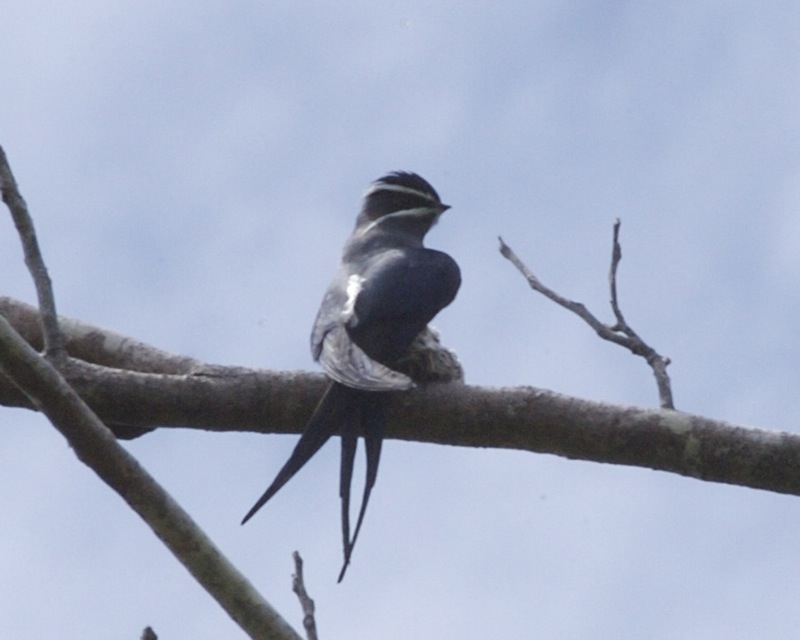
Клехо великий (Hemiprocne mystacea)

- Клехо великий, Hemiprocne mystacea

## Журавлеподібні(Gruiformes)

### Родина:Sarothruridae
- Погонич каштановий, Rallicula rubra
- Погонич новогвінейський, Rallicula forbesi
- Погонич Майра, Rallicula mayri

### Родина:Пастушкові(Rallidae)
- Левінія австралійська, Lewinia pectoralis
- Пастушок-голоок рожевошкірий, Gymnocrex plumbeiventris
- Пастушок мангровий, Eulabeornis castaneoventris
- Пастушок смугастий, Gallirallus philippensis
- Пастушок рожевоногий, Gallirallus insignis (E)
- Пастушок соломонський, Gallirallus woodfordi
- Пастушок біловусий, Gallirallus torquatus
- Курочка водяна, Gallinula chloropus
- Курочка чорна, Gallinula tenebrosa
- Лиска звичайна, Fulica atra
- Султанка зондська, Porphyrio indicus
- Султанка австралійська, Porphyrio melanotus
- Пастушок новогвінейський, Megacrex inepta
- Багновик молуцький, Amaurornis moluccana
- Погонич білобровий, Poliolimnas cinereus
- Погонич рудошиїй, Rallina tricolor
- Погонич-крихітка, Zapornia pusilla
- Погонич австралійський, Zapornia tabuensis

### Родина:Журавлеві(Gruidae)
- Журавель австралійський, Antigone rubicunda

## Сивкоподібні(Charadriiformes)

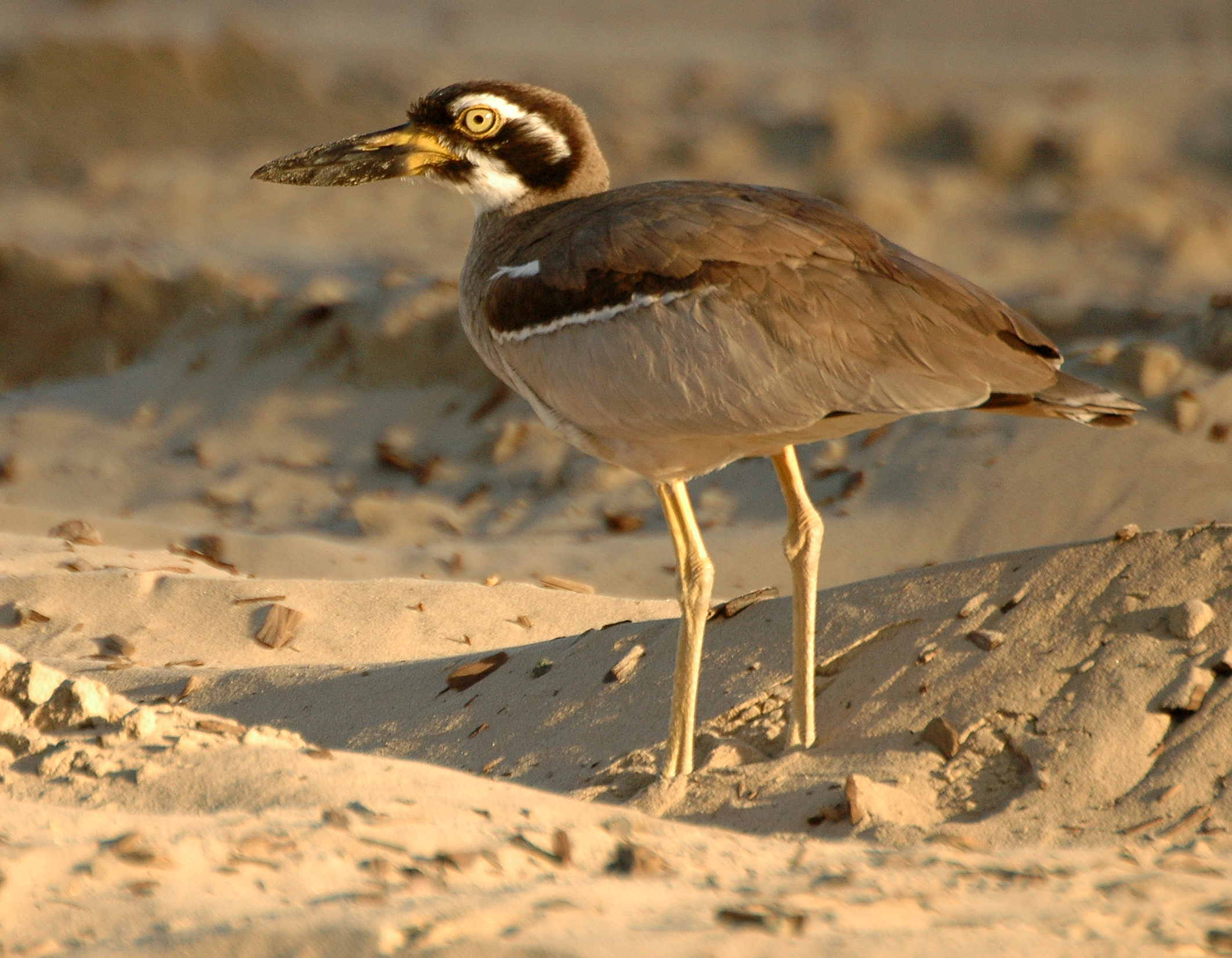
Лежень австралійський (Burhinus grallarius)

### Родина:Лежневі(Burhinidae)
- Лежень австралійський, Burhinus grallarius
- Лежень рифовий, Esacus magnirostris

### Родина:Чоботарові(Recurvirostridae)
- Кулик-довгоніг строкатий, Himantopus leucocephalus
- Himantopus mexicanus
- Чоботар австралійський, Recurvirostra novaehollandiae (A)

### Родина:Куликосорокові(Haematopodidae)
- Кулик-сорока довгодзьобий, Haematopus longirostris

### Родина:Сивкові(Charadriidae)
- Сивка морська, Pluvialis squatarola
- Сивка американська, Pluvialis dominica
- Сивка бурокрила, Pluvialis fulva
- Чайка білошия, Vanellus miles
- Пісочник монгольський, Charadrius mongolus
- Пісочник товстодзьобий, Charadrius leschenaultii
- Пісочник рудоголовий, Charadrius ruficapillus (A)
- Пісочник великий, Charadrius hiaticula
- Пісочник малий, Charadrius dubius
- Пісочник довгоногий, Charadrius veredus
- Чайка чорногруда, Erythrogonys cinctus
- Пісочник чорнолобий, Elseyornis melanops (A)

### Родина:Яканові(Jacanidae)
- Якана гребінчаста, Irediparra gallinacea

### Родина:Баранцеві(Scolopacidae)
- Кульон аляскинський, Numenius tahitiensis (A)
- Кульон середній, Numenius phaeopus
- Кульон-крихітка, Numenius minutus
- Кульон східний, Numenius madagascariensis
- Грицик малий, Limosa lapponica
- Грицик великий, Limosa limosa
- Крем'яшник звичайний, Arenaria interpres
- Побережник великий, Calidris tenuirostris
- Побережник ісландський, Calidris canutus
- Брижач, Calidris pugnax
- Побережник болотяний, Calidris falcinellus
- Побережник гострохвостий, Calidris acuminata
- Побережник червоногрудий, Calidris ferruginea
- Побережник довгопалий, Calidris subminuta
- Побережник рудоголовий, Calidris ruficollis
- Побережник білий, Calidris alba
- Побережник канадський, Calidris bairdii (A)
- Побережник малий, Calidris minuta (A)
- Жовтоволик, Calidris subruficollis
- Побережник арктичний, Calidris melanotos
- Неголь азійський, Limnodromus semipalmatus
- Неголь короткодзьобий, Limnodromus griseus (A)
- Неголь довгодзьобий, Limnodromus scolopaceus (A)
- Слуква новогвінейська, Scolopax rosenbergii
- Баранець японський, Gallinago hardwickii
- Баранець азійський, Gallinago stenura (A)
- Баранець лісовий, Gallinago megala
- Мородунка, Xenus cinereus
- Плавунець круглодзьобий, Phalaropus lobatus
- Набережник палеарктичний, Actitis hypoleucos
- Коловодник лісовий, Tringa ochropus
- Коловодник попелястий, Tringa brevipes
- Коловодник аляскинський, Tringa incana
- Коловодник великий, Tringa nebularia
- Коловодник ставковий, Tringa stagnatilis
- Коловодник болотяний, Tringa glareola
- Коловодник звичайний, Tringa totanus

### Родина:Триперсткові(Turnicidae)
- Триперстка тонкодзьоба, Turnix maculosus
- Триперстка рудовола, Turnix pyrrhothorax

### Родина:Дерихвостові(Glareolidae)
- Дерихвіст австралійський, Stiltia isabella
- Дерихвіст забайкальський, Glareola maldivarum

### Родина:Поморникові(Stercorariidae)
- Поморник антарктичний, Stercorarius maccormicki (A)
- Поморник середній, Stercorarius pomarinus
- Поморник короткохвостий, Stercorarius parasiticus
- Поморник довгохвостий, Stercorarius longicaudus

### Родина:Мартинові(Laridae)
- Мартин австралійський, Chroicocephalus novaehollandiae
- Мартин звичайний, Chroicocephalus ridibundus
- Мартин чорнохвостий, Larus crassirostris
- Крячок бурий, Anous stolidus
- Крячок атоловий, Anous minutus
- Крячок тонкодзьобий, Anous tenuirostris (A)
- Крячок білий, Gygis alba
- Крячок строкатий, Onychoprion fuscatus
- Крячок полінезійський, Onychoprion lunatus (A)
- Крячок бурокрилий, Onychoprion anaethetus
- Крячок малий, Sternula albifrons
- Крячок чорнодзьобий, Gelochelidon nilotica
- Крячок каспійський, Hydroprogne caspia
- Крячок білокрилий, Chlidonias leucopterus
- Крячок білощокий, Chlidonias hybrida
- Крячок рожевий, Sterna dougallii
- Крячок індонезійський, Sterna sumatrana
- Крячок річковий, Sterna hirundo
- Крячок жовтодзьобий, Thalasseus bergii
- Крячок бенгальський, Thalasseus bengalensis

## Фаетоноподібні(Phaethontiformes)

### Родина:Фаетонові(Phaethontidae)
- Фаетон білохвостий, Phaethon lepturus
- Фаетон червонохвостий, Phaethon rubricauda

## Буревісникоподібні(Procellariiformes)

### Родина:Альбатросові(Diomedeidae)
- Альбатрос гавайський, Phoebastria immutabilis (A)

### Родина:Океанникові(Oceanitidae)
- Океанник Вільсона, Oceanites oceanicus
- Океанник білобровий, Pelagodroma marina (A)
- Фрегета білочерева, Fregetta grallaria
- Фрегета чорночерева, Fregetta tropica

### Родина:Качуркові(Hydrobatidae)
- Качурка північна, Hydrobates leucorhous
- Качурка мадерійська, Hydrobates castro (A)
- Качурка Матсудайра, Hydrobates matsudairae

### Родина:Буревісникові(Procellariidae)
- Буревісник гігантський, Macronectes giganteus
- Тайфунник кермадецький, Pterodroma neglecta
- Тайфунник-провісник, Pterodroma heraldica (A)
- Тайфунник Соландра, Pterodroma solandri (A)
- Тайфунник білолобий, Pterodroma leucoptera
- Тайфунник коротконогий, Pterodroma brevipes
- Пріон сніжний, Pachyptila turtur
- Бульверія тонкодзьоба, Bulweria bulwerii (A)
- Тайфунник таїтійський, Pseudobulweria rostrata
- Тайфунник соломонський, Pseudobulweria becki
- Буревісник тихоокеанський, Calonectris leucomelas
- Буревісник світлоногий, Ardenna carneipes
- Буревісник клинохвостий, Ardenna pacificus
- Буревісник сивий, Ardenna griseus
- Буревісник тонкодзьобий, Ardenna tenuirostris
- Буревісник острівний, Puffinus nativitatis
- Буревісник реюньйонський, Puffinus bailloni
- Буревісник Гейнрота, Puffinus heinrothi

## Лелекоподібні(Ciconiiformes)

### Родина:Лелекові(Ciconiidae)
- Ябіру азійський, Ephippiorhynchus asiaticus

## Сулоподібні(Suliformes)

### Родина:Фрегатові(Fregatidae)
- Фрегат-арієль, Fregata ariel
- Фрегат тихоокеанський, Fregata minor

### Родина:Сулові(Sulidae)
- Сула жовтодзьоба, Sula dactylatra
- Сула білочерева, Sula leucogaster
- Сула червононога, Sula sula
- Сула чорнокрила, Papasula abbotti (A)

### Родина:Змієшийкові(Anhingidae)
- Змієшийка чорночерева, Anhinga melanogaster
- Змієшийка австралійська, Anhinga novaehollandiae

### Родина:Бакланові(Phalacrocoracidae)
- Баклан строкатий, Microcarbo melanoleucos
- Баклан великий, Phalacrocorax carbo
- Баклан індонезійський, Phalacrocorax sulcirostris
- Баклан австралійський, Phalacrocorax varius

## Пеліканоподібні(Pelecaniformes)

### Родина:Пеліканові(Pelecanidae)
- Пелікан австралійський, Pelecanus conspicillatus

### Родина:Чаплеві(Ardeidae)
- Бугайчик китайський, Ixobrychus sinensis
- Бугайчик австралійський, Ixobrychus dubius
- Бугайчик чорний, Ixobrychus flavicollis
- Бушля лісова, Zonerodius heliosylus
- Чапля білошия, Ardea pacifica
- Чапля суматранська, Ardea sumatrana
- Чепура велика, Ardea alba
- Чепура середня, Ardea intermedia
- Чепура австралійська, Egretta novaehollandiae
- Чепура мала, Egretta garzetta
- Чепура тихоокеанська, Egretta sacra
- Чепура строката, Egretta picata
- Чапля єгипетська, Bubulcus ibis
- Чапля мангрова, Butorides striata
- Квак каледонський, Nycticorax caledonicus

### Родина:Ібісові(Threskiornithidae)
- Коровайка бура, Plegadis falcinellus
- Ібіс священний, Threskiornis aethiopicus
- Ібіс молуцький, Threskiornis molucca
- Ібіс австралійський, Threskiornis spinicollis
- Косар королівський, Platalea regia
- Косар жовтодзьобий, Platalea flavipes

## Яструбоподібні(Accipitriformes)

### Родина:Скопові(Pandionidae)
- Скопа, Pandion haliaetus

### Родина:Яструбові(Accipitridae)

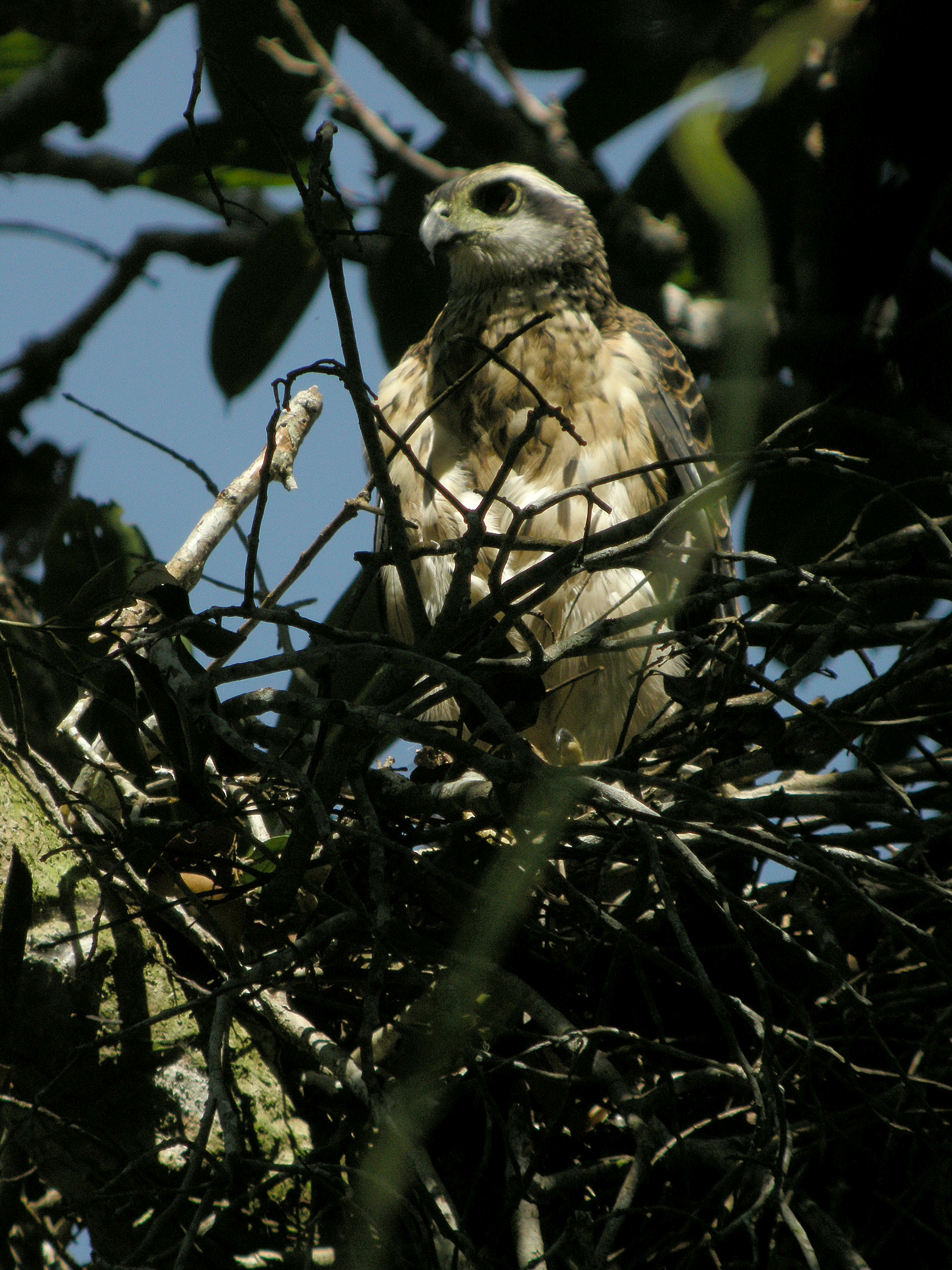
Яструб новогвінейський (Megatriorchis doriae)

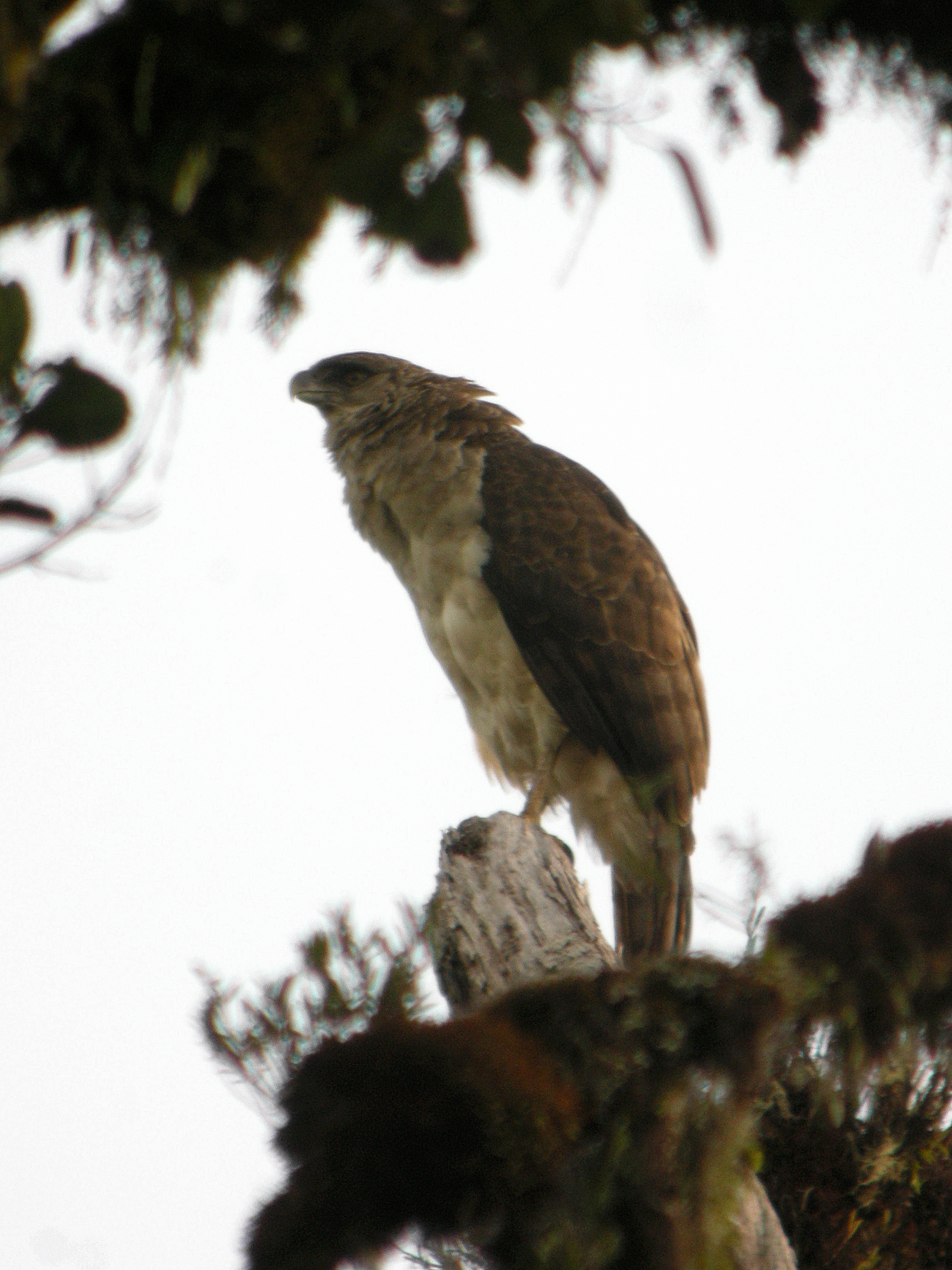
Гарпія новогвінейська (Harpyopsis novaeguineae)

- Шуліка чорноплечий, Elanus caeruleus
- Осоїд-довгохвіст новогвінейський, Henicopernis longicauda
- Осоїд-довгохвіст чорний, Henicopernis infuscatus (E)
- Шуляк австралійський, Aviceda subcristata
- Шуліка-широкорот, Macheiramphus alcinus
- Гарпія новогвінейська, Harpyopsis novaeguineae
- Hieraaetus weiskei
- Орел молуцький, Aquila gurneyi
- Орел австралійський, Aquila audax
- Circus spilothorax (E)
- Circus approximans
- Circus melanoleucos
- Яструб китайський, Accipiter soloensis
- Accipiter hiogaster
- Яструб тасманійський, Accipiter novaehollandiae
- Яструб бурий, Accipiter fasciatus
- Яструб чорнокрилий, Accipiter melanochlamys
- Яструб строкатий, Accipiter albogularis
- Яструб сизий, Accipiter luteoschistaceus (E)
- Яструб-імітатор, Accipiter imitator (E)
- Яструб сіроголовий, Accipiter poliocephalus
- Яструб темноголовий, Accipiter princeps (E)
- Яструб австралійський, Accipiter cirrocephalus
- Яструб новобританський, Accipiter brachyurus (E)
- Яструб папуанський, Accipiter meyerianus
- Яструб Бюргера, Erythrotriorchis buergersi
- Яструб новогвінейський, Megatriorchis doriae
- Шуліка чорний, Milvus migrans
- Haliastur sphenurus
- Шуліка королівський, Haliastur indus
- Орлан білочеревий, Haliaeetus leucogaster
- Haliaeetus sanfordi

## Совоподібні(Strigiformes)

### Родина:Сипухові(Tytonidae)
- Сипуха темно-бура, Tyto tenebricosa
- Сипуха австралійська, Tyto novaehollandiae
- Сипуха новобританська, Tyto aurantia (E)
- Сипуха мануська, Tyto manusi (E)
- Сипуха східна, Tyto longimembris
- Сипуха крапчаста, Tyto alba

### Родина:Совові(Strigidae)
- Сова соломонська, Nesasio solomonensis
- Сова-голконіг руда, Ninox rufa
- Сова-голконіг плямиста, Ninox connivens
- Сова-голконіг австралійська, Ninox boobook
- Сова-голконіг новогвінейська, Ninox theomacha
- Сова-голконіг мануська, Ninox meeki (E)
- Сова-голконіг новоірландська, Ninox variegata (E)
- Сова-голконіг новобританська, Ninox odiosa (E)
- Сова папуанська, Uroglaux dimorpha

## Bucerotiformes

### Родина:Птахи-носороги(Bucerotidae)
- Калао папуанський, Rhyticeros plicatus

## Сиворакшоподібні(Coraciiformes)

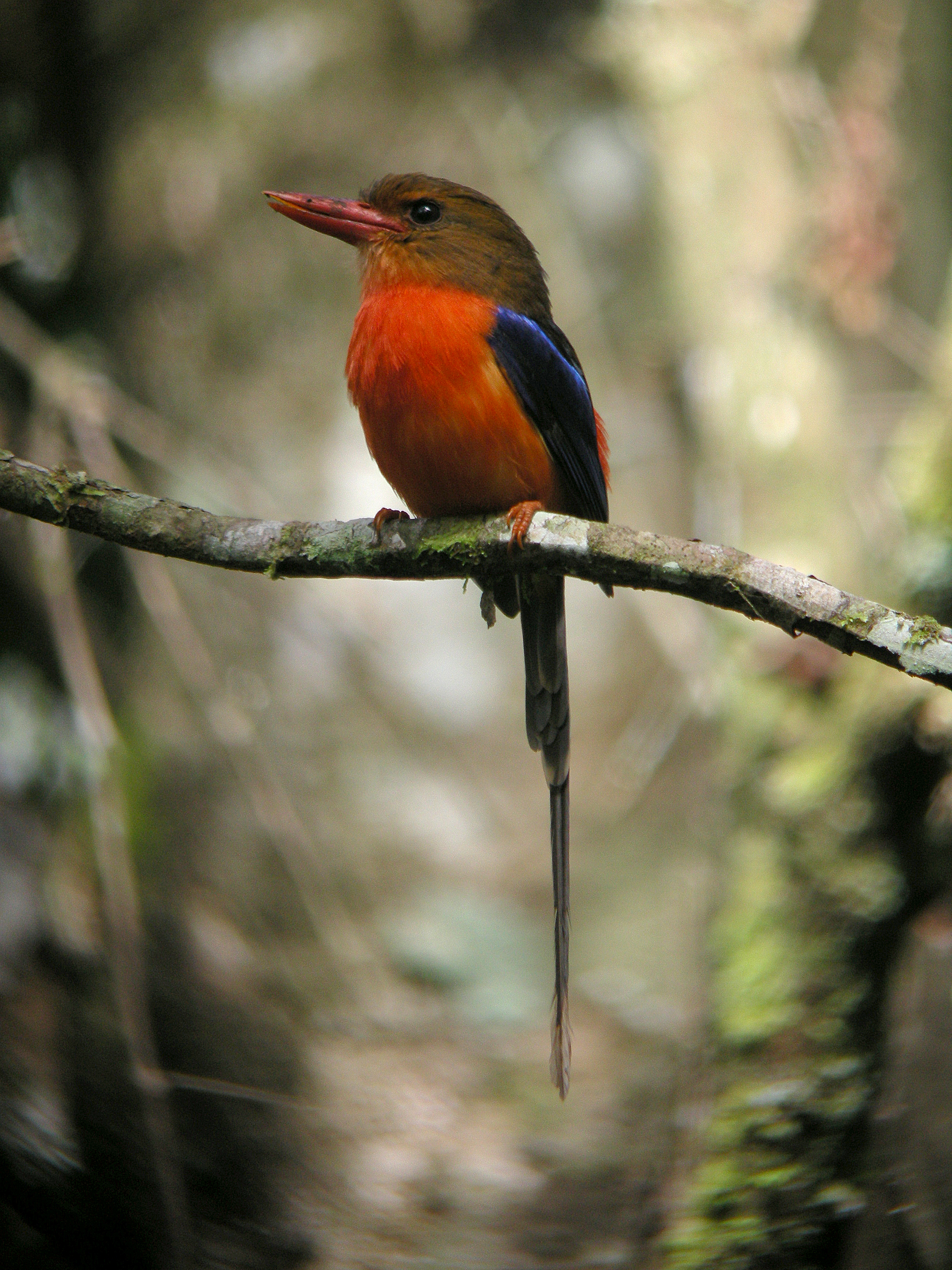
Tanysiptera danae

### Родина:Рибалочкові(Alcedinidae)
- Рибалочка блакитний, Alcedo atthis
- Рибалочка ультрамариновий, Ceyx azureus
- Рибалочка атоловий, Ceyx websteri (E)
- Рибалочка мангровий, Ceyx pusilla
- Рибалочка папуанський, Ceyx solitarius
- Рибалочка мануський, Ceyx dispar (E)
- Рибалочка новоірландський, Ceyx mulcatus (E)
- Рибалочка новобританський, Ceyx sacerdotis (E)
- Рибалочка соломонський, Ceyx meeki
- Кукабара синьокрила, Dacelo leachii
- Кукабара аруанська, Dacelo tyro
- Кукабара білодзьоба, Dacelo gaudichaud
- Альціон товстодзьобий, Clytoceyx rex
- Альціон папуанський, Todiramphus nigrocyaneus
- Альціон лісовий, Todiramphus macleayii
- Альціон новобританський, Todiramphus albonotatus (E)
- Альціон ультрамариновий, Todiramphus leucopygius
- Альціон погнпейський, Todiramphus reichenbachii (A)
- Альціон острівний, Todiramphus colonus (E)
- Альціон узбережний, Todiramphus sordidus
- Альціон священний, Todiramphus sanctus
- Альціон білошиїй, Todiamphus chloris
- Альціон білоголовий, Todiramphus saurophagus
- Альціон меланезійський, Todiramphus tristrami
- Альціон-гачкодзьоб, Melidora macrorrhina
- Альціон вусатий, Actenoides bougainvillei
- Тороторо малий, Syma torotoro
- Тороторо великий, Syma megarhyncha
- Альціон-галатея аруйський, Tanysiptera hydrocharis
- Альціон-галатея великий, Tanysiptera galatea
- Альціон-галатея рожевогрудий, Tanysiptera nympha
- Альціон-галатея рудий, Tanysiptera danae (E)
- Альціон-галатея вохристогрудий, Tanysiptera sylvia
- Tanysiptera nigriceps (E)

### Родина:Бджолоїдкові(Meropidae)
- Бджолоїдка синьохвоста, Merops philippinus
- Бджолоїдка райдужна, Merops ornatus

### Родина:Сиворакшові(Coraciidae)
- Широкорот східний, Eurystomus orientalis

## Соколоподібні(Falconiformes)

### Родина:Соколові(Falconidae)
- Сокіл-карлик червононогий, Microhierax caerulescens (A)
- Боривітер молуцький, Falco moluccensis (A)
- Боривітер австралійський, Falco cenchroides
- Підсоколик східний, Falco severus
- Підсоколик австралійський, Falco longipennis
- Сокіл бурий, Falco berigora
- Сокіл сірий, Falco hypoleucos (A)
- Сапсан, Falco peregrinus

## Папугоподібні(Psittaciformes)

### Родина:Какадові(Cacatuidae)
- Какатоїс-голіаф, Probosciger aterrimus
- Какаду малий, Cacatua sanguinea
- Какаду соломонський, Cacatua ducorpsii
- Какаду жовточубий, Cacatua galerita
- Какаду новобританський, Cacatua ophthalmica (E)

### Родина:Psittaculidae
- Папуга орлиноголовий, Psittrichas fulgidus
- Папужка-пігмей кайський, Micropsitta keiensis
- Папужка-пігмей вохристощокий, Micropsitta pusio
- Папужка-пігмей червоноволий, Micropsitta bruijnii
- Папужка-пігмей жовтоволий, Micropsitta meeki (E)
- Папужка-пігмей зелений, Micropsitta finschii
- Алістер жовтоплечий, Alisterus chloropterus
- Папуга-червонокрил австралійський, Aprosmictus erythropterus
- Папуга зелено-червоний, Eclectus roratus
- Лоріто червоноголовий, Geoffroyus geoffroyi
- Лоріто зеленоголовий, Geoffroyus simplex
- Лоріто жовтоголовий, Geoffroyus heteroclitus
- Папуга-бронзоголов середній, Psittacella picta
- Папуга-бронзоголов великий, Psittacella brehmii
- Папуга-бронзоголов малий, Psittacella modesta
- Папуга-бронзоголов зеленоволий, Psittacella madaraszi
- Лорі-гуа великий, Neopsittacus musschenbroekii
- Лорі-гуа малий, Neopsittacus pullicauda
- Папужка чорнощокий, Cyclopsitta gulielmitertii
- Папужка червонощокий, Cyclopsitta diophthalma
- Папуга клинохвостий, Psittaculirostris desmarestii
- Папуга червоногорлий,Psittaculirostris edwardsii
- Лорі гірський, Oreopsittacus arfaki
- Лорікет малий, Charminetta wilhelminae
- Лорікет червонолобий, Hypocharmosyna rubronotata
- Лорікет червонобокий, Hypocharmosyna placentis
- Лорікет вогнистий, Charmosynopsis pulchella
- Лорікет оливковокрилий, Synorhacma multistriata
- Лорікет жовтоволий, Charmosynoides margarethae
- Лорікет новобританський, Vini rubrigularis (E)
- Лорікет зелений, Vini meeki
- Лорікет темноголовий, Charmosyna josefinae
- Лорікет папуанський, Charmosyna papou
- Charmosyna stellae
- Лорі бурий, Chalcopsitta duivenbodei
- Лорі зелений, Chalcopsitta scintillata
- Лорі пурпуровочеревий, Lorius hypoinochrous (E)
- Лорі трибарвний, Lorius lory
- Лорі новоірландський, Lorius albidinuchus (E)
- Лорікет чорнодзьобий, Glossoptilus goldiei
- Лорі моренговий, Pseudeos fuscata
- Лорі-кардинал, Pseudeos cardinalis
- Лорікет веселковий, Trichoglossus haematodus
- Лорікет веселковий, Trichoglossus moluccanus
- Кориліс золотолобий, Loriculus aurantiifrons
- Кориліс бісмарцький, Loriculus tener (E)

## Горобцеподібні(Passeriformes)

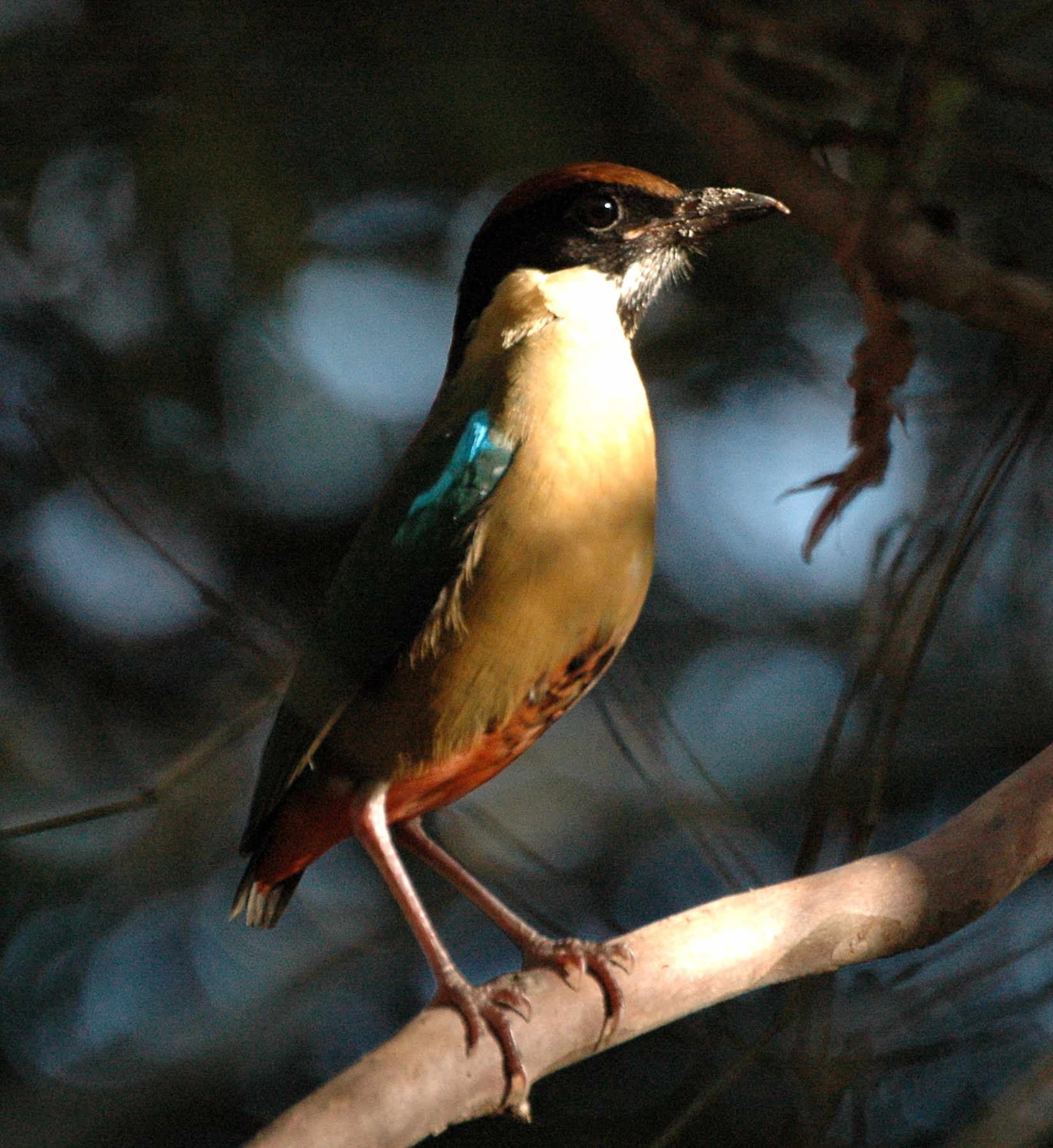
Піта-крикун (Pitta versicolor)

### Родина:Пітові(Pittidae)
- Піта папуанська, Erythropitta macklotii
- Піта архіпелагова, Erythropitta novaehibernicae
- Erythropitta splendida (E)
- Erythropitta gazellae (E)
- Піта луїзіадська, Erythropitta meeki (E)
- Піта чорноголова, Pitta sordida
- Піта-крикун, Pitta versicolor
- Піта чорнощока, Pitta anerythra
- Піта королівська, Pitta superba (E)

### Родина:Наметникові(Ptilonorhynchidae)
- Нявкун білогорлий, Ailuroedus buccoides
- Нявкун вохристоволий, Ailuroedus stonii
- Нявкун світлоголовий, Ailuroedus geislerorum
- Ailuroedus astigmaticus
- Нявкун чорноголовий, Ailuroedus melanocephalus
- Ailuroedus jobiensis
- Нявкун чорнощокий, Ailuroedus melanotis
- Паркетник, Archboldia papuensis
- Садороб золоточубий, Amblyornis macgregoriae
- Садороб короткочубий, Amblyornis subalaris (E)
- Альтанник золотокрилий, Sericulus aureus
- Альтанник вогнистоголовий, Sericulus ardens
- Альтанник жовтокрилий, Sericulus bakeri (E)
- Ойсея новогвінейська, Chlamydera lauterbachi
- Ойсея сіроголова, Chlamydera cerviniventris

### Родина:Королазові(Climacteridae)
- Королаз папуанський, Cormobates placens

### Родина:Малюрові(Maluridae)
- Малюр довгодзьобий, Sipodotus wallacii
- Малюр рудий, Clytomyias insignis
- Малюр широкодзьобий, Chenorhamphus grayi
- Малюр низинний, Chenorhamphus campbelli
- Малюр синій, Malurus cyanocephalus
- Малюр білоплечий, Malurus alboscapulatus

### Родина:Медолюбові(Meliphagidae)

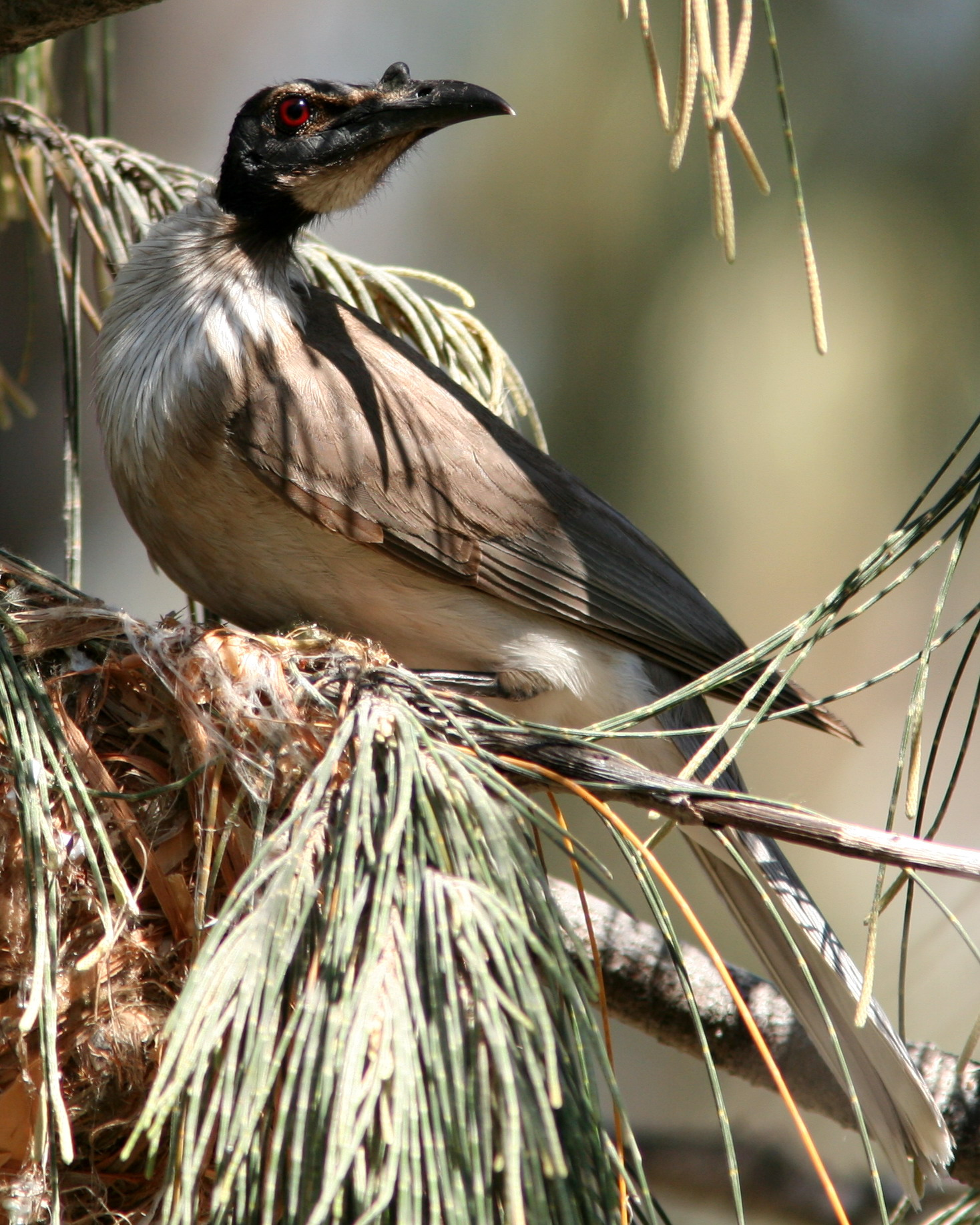
Медівник гологоловий (Philemon corniculatus)

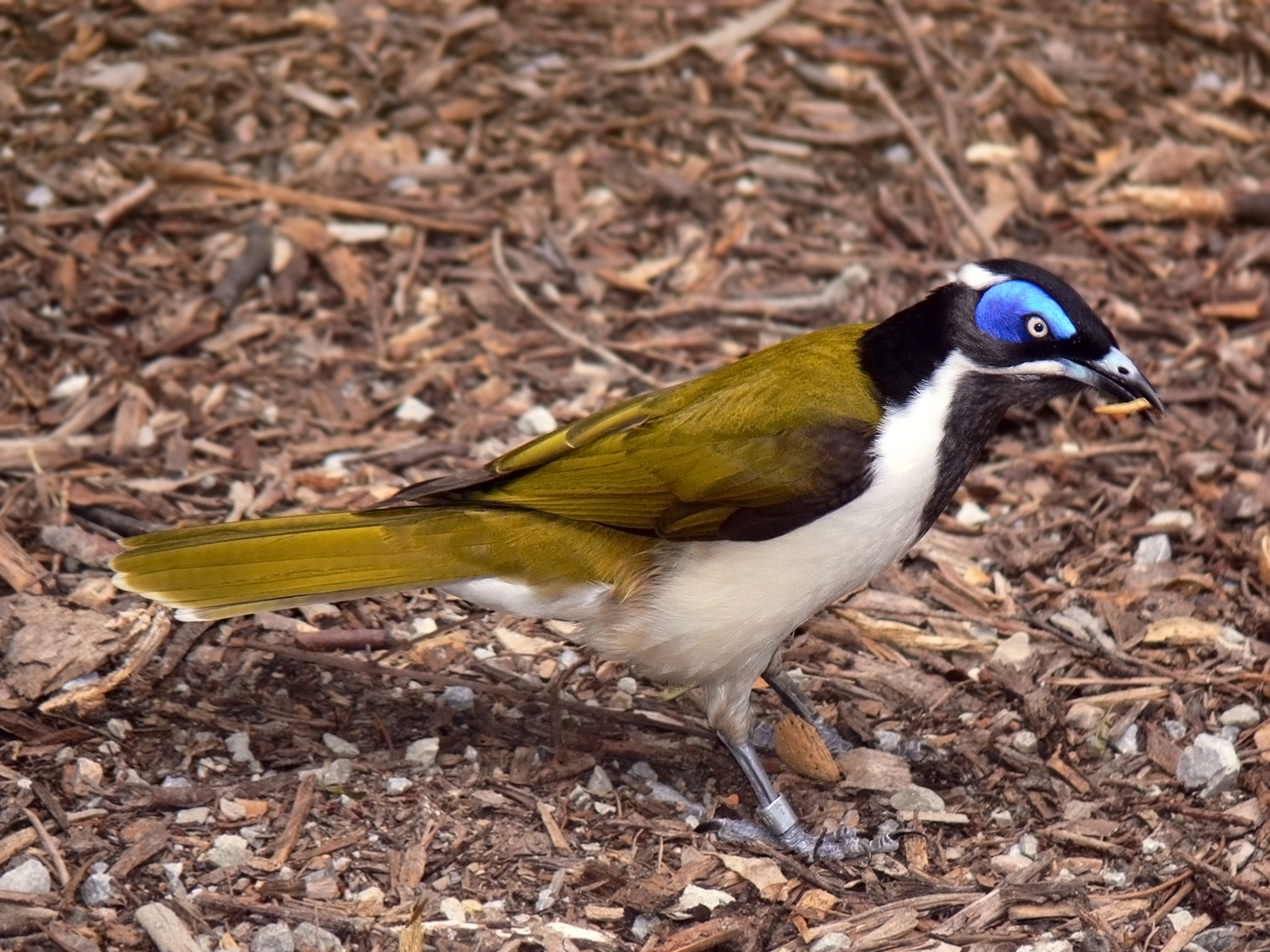
Медолюб синьощокий (Entomyzon cyanotis)

- Медовчик новогвінейський, Pycnopygius ixoides
- Медовчик сірий, Pycnopygius cinereus
- Медовчик темноголовий, Pycnopygius stictocephalus
- Медолюб аруанський, Meliphaga aruensis
- Медолюб малий, Meliphaga notata
- Медолюб білоплямовий, Microptilotis albonotatus
- Медолюб тонкодзьобий, Microptilotis orientalis
- Медолюб великодзьобий, Microptilotis analogus
- Медолюб лісовий, Microptilotis montanus
- Медолюб плямистоволий, Microptilotis mimikae
- Медолюб жовтовусий, Microptilotis flavirictus
- Медолюб тагулайський, Microptilotis vicina (E)
- Медолюб граційний, Microptilotis gracilis
- Медолюб східний, Microptilotis cinereifrons (E)
- Медник чорногорлий, Caligavis subfrenata
- Медник темний, Caligavis obscura
- Медвянець чорний, Melionyx fuscus
- Медвянець короткобородий, Melionyx nouhuysi
- Медвянець довгобородий, Melionyx princeps (E)
- Медвянець рудоволий, Melidectes torquatus
- Медвянець сивоспинний, Melidectes ochromelas
- Медвянець півострівний, Melidectes foersteri (E)
- Медвянець синьощокий, Melidectes belfordi
- Медвянець жовтобровий, Melidectes rufocrissalis
- Медник різнобарвний, Gavicalis versicolor
- Медник тропічний, Ptilotula flavescens
- Медолиз бугенвільський, Stresemannia bougainvillei (E)
- Медолик бурий, Ramsayornis modestus
- Мієлєро білогорлий, Conopophila albogularis
- Медвянчик бурий, Melipotes fumigatus
- Медвянчик великий, Melipotes ater (E)
- Медвянець новогвінейський, Macgregoria pulchra
- Медолиз довгодзьобий, Melilestes megarhynchus
- Медолюб-прямодзьоб оливковий, Timeliopsis fulvigula
- Медолюб-прямодзьоб рудий, Timeliopsis griseigula
- Медвянець новобританський, Vosea whitemanensis (E)
- Медовичка світлогорла, Myzomela albigula (E)
- Медовичка червоногорла, Myzomela eques
- Медовичка сіра, Myzomela cineracea (E)
- Медовичка темна, Myzomela obscura
- Медовичка багряна, Myzomela cruentata
- Myzomela erythrina (E)
- Медовичка чорна, Myzomela nigrita
- Медовичка новоірландська, Myzomela pulchella (E)
- Медовичка червоноголова, Myzomela erythrocephala
- Медовичка гірська, Myzomela adolphinae
- Медовичка новогвінейська, Myzomela sclateri (E)
- Медовичка ебонітова, Myzomela pammelaena (E)
- Медовичка бугенвільська, Myzomela lafargei
- Медовичка новобританська, Myzomela erythromelas (E)
- Медовичка червоношия, Myzomela rosenbergii
- Myzomela longirostris (E)
- Медолюб світлоокий, Glycichaera fallax
- Смужник сірий, Ptiloprora plumbea
- Смужник жовтавий, Ptiloprora meekiana
- Смужник гірський, Ptiloprora mayri
- Смужник рудоспинний, Ptiloprora guisei (E)
- Смужник великий, Ptiloprora perstriata
- Медовець бурий, Lichmera indistincta
- Медовець новогвінейський, Lichmera alboauricularis
- Медолюб синьощокий, Entomyzon cyanotis
- Медопійник білогорлий, Melithreptus albogularis
- Медолюб вохристий, Xanthotis flaviventer
- Медолюб плямистий, Xanthotis polygrammus
- Медівник австралійський, Philemon citreogularis
- Медівник малий, Philemon meyeri
- Медівник новоірландський, Philemon eichhorni (E)
- Медівник новогвінейський, Philemon novaeguineae
- Медівник мануський, Philemon albitorques (E)
- Медівник новобританський, Philemon cockerelli (E)
- Медівник гологоловий, Philemon corniculatus

### Родина:Шиподзьобові(Acanthizidae)
- Товстодзьобка золотолоба, Pachycare flavogrisea
- Папоротчук вохристий, Crateroscelis murina
- Папоротчук рудий, Crateroscelis nigrorufa
- Папоротчук гірський, Crateroscelis robusta
- Кущовик тропічний, Sericornis beccarii
- Кущовик новогвінейський, Sericornis virgatus
- Кущовик великий, Sericornis nouhuysi
- Кущовик вохристощокий, Sericornis perspicillatus
- Кущовик папуанський, Sericornis papuensis
- Кущовик оливковий, Sericornis arfakianus
- Кущовик світлодзьобий, Sericornis spilodera
- Шиподзьоб новогвінейський, Acanthiza murina
- Ріроріро новогвінейський, Acanthiza cinerea
- Ріроріро сіроголовий, Gerygone chloronota
- Ріроріро вусатий, Gerygone palpebrosa
- Ріроріро білогорлий, Gerygone olivacea
- Ріроріро жовточеревий, Gerygone chrysogaster
- Ріроріро великодзьобий, Gerygone magnirostris
- Ріроріро золотоволий, Gerygone sulphurea
- Ріроріро буроволий, Gerygone ruficollis
- Ріроріро мангровий, Gerygone levigaster

### Родина:Стаднякові(Pomatostomidae)
- Стадняк новогвінейський, Pomatostomus isidorei
- Стадняк білоголовий, Pomatostomus temporalis

### Родина:Чаучилові(Orthonychidae)
- Чаучила папуанська, Orthonyx novaeguineae

### Родина:Cinclosomatidae
- Пішак жовтоокий, Cinclosoma ajax
- Шперкар плямистокрилий, Ptilorrhoa leucosticta
- Шперкар синій, Ptilorrhoa caerulescens
- Шперкар сапфіровий, Ptilorrhoa geislerorum
- Шперкар червоно-синій, Ptilorrhoa castanonota

### Родина:Личинкоїдові(Campephagidae)
- Шикачик товстодзьобий, Coracina caeruleogrisea
- Шикачик довгохвостий, Coracina longicauda
- Шикачик жовтоокий, Coracina lineata
- Шикачик темнокрилий, Coracina boyeri
- Шикачик масковий, Coracina novaehollandiae
- Шикачик темний, Coracina welchmani
- Шикачик чорнолобий, Coracina papuensis
- Шикачик мануський, Coracina ingens (E)
- Личинкоїд золотистий, Campochaera sloetii
- Оругеро австралійський, Lalage tricolor
- Оругеро папуанський, Lalage atrovirens
- Оругеро смугасточеревий, Lalage leucomela
- Оругеро мусайський, Lalage conjuncta (E)
- Шикачик чорночеревий, Edolisoma montanum
- Шикачик острівний, Edolisoma admiralitatis (E)
- Шикачик цикадовий, Edolisoma holopolium
- Шикачик чорноплечий, Edolisoma incertum
- Шикачик архіпелаговий, Edolisoma remotum
- Шикачик тонкодзьобий, Edolisoma tenuirostre
- Шикачик новогвінейський, Edolisoma schisticeps
- Шикачик чорний, Edolisoma melas

### Родина:Баргелеві(Neosittidae)
- Баргель чорний, Daphoenositta miranda
- Daphoenositta papuensis

### Родина:Psophodidae
- Флейтист зелений, Androphobus viridis (E)

### Родина:Eulacestomidae
- Коральничик, Eulacestoma nigropectus

### Родина:Oreoicidae
- Свистун жовтобородий, Aleadryas rufinucha
- Пітогу чубатий, Ornorectes cristatus

### Родина:Ягодоїдові(Paramythiidae)

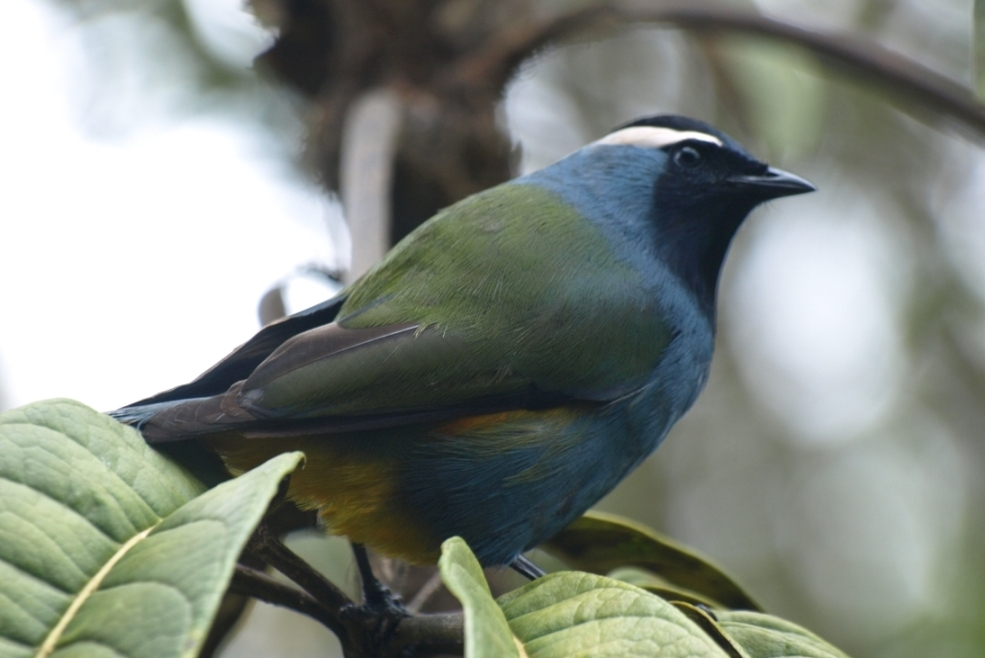
Ягодоїд чубатий (Paramythia montium)

- Ягодоїд жовтощокий, Oreocharis arfaki
- Ягодоїд чубатий, Paramythia montium

### Родина:Свистунові(Pachycephalidae)
- Пітогу рудий, Pseudorectes ferrugineus
- Пітогу білочеревий, Pseudorectes incertus
- Ядлівчак сірий, Colluricincla harmonica
- Ядлівчак бурий, Colluricincla tenebrosa
- Ядлівчак рудобокий, Colluricincla fortis (E)
- Ядлівчак сірогорлий, Colluricincla tappenbecki (E)
- Ядлівчак лісовий, Colluricincla megarhyncha
- Ядлівчак тагульський, Colluricincla discolor (E)
- Ядлівчак австралійський, Colluricincla rufogaster
- Пітогу чорний, Melanorectes nigrescens
- Свистун королівський, Pachycephala schlegelii
- Свистун зеленоспинний, Pachycephala soror
- Свистун бугенвільський, Pachycephala richardsi (E)
- Свистун бісмарцький, Pachycephala citreogaster
- Свистун луїзідський, Pachycephala collaris
- Pachycephala orioloides
- Свистун балімський, Pachycephala balim (E)
- Свистун мангровий, Pachycephala melanura
- Свистун буроспинний, Pachycephala modesta (E)
- Свистун високогірний, Pachycephala lorentzi
- Свистун жовтоспинний, Pachycephala aurea
- Свистун береговий, Pachycephala phaionota (E)
- Свистун біяцький, Pachycephala melanorhyncha
- Свистун іржастий, Pachycephala hyperythra
- Свистун бурий, Pachycephala simplex
- Свистун сизий, Pachycephala leucogastra
- Свистун чорноголовий, Pachycephala monacha
- Свистун рудочеревий, Pachycephala rufiventris
- Свистун білочеревий, Pachycephala lanioides

### Родина:Вивільгові(Oriolidae)

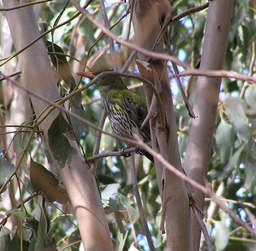
Вивільга оливкова (Oriolus sagittatus)

- Пітогу темноголовий, Pitohui dichrous
- Пітогу іржастий, Pitohui kirhocephalus
- Пітогу папуанський, Pitohui uropygialis
- Вивільга бура, Oriolus szalayi
- Вивільга оливкова, Oriolus sagittatus
- Вивільга мангрова, Oriolus flavocinctus
- Телюга австралійська, Sphecotheres vieilloti

### Родина:Machaerirhynchidae
- Совкодзьоб чорноволий, Machaerirhynchus nigripectus
- Совкодзьоб жовтобровий, Machaerirhynchus flaviventer

### Родина:Ланграйнові(Artamidae)
- Ланграйн великий, Artamus maximus

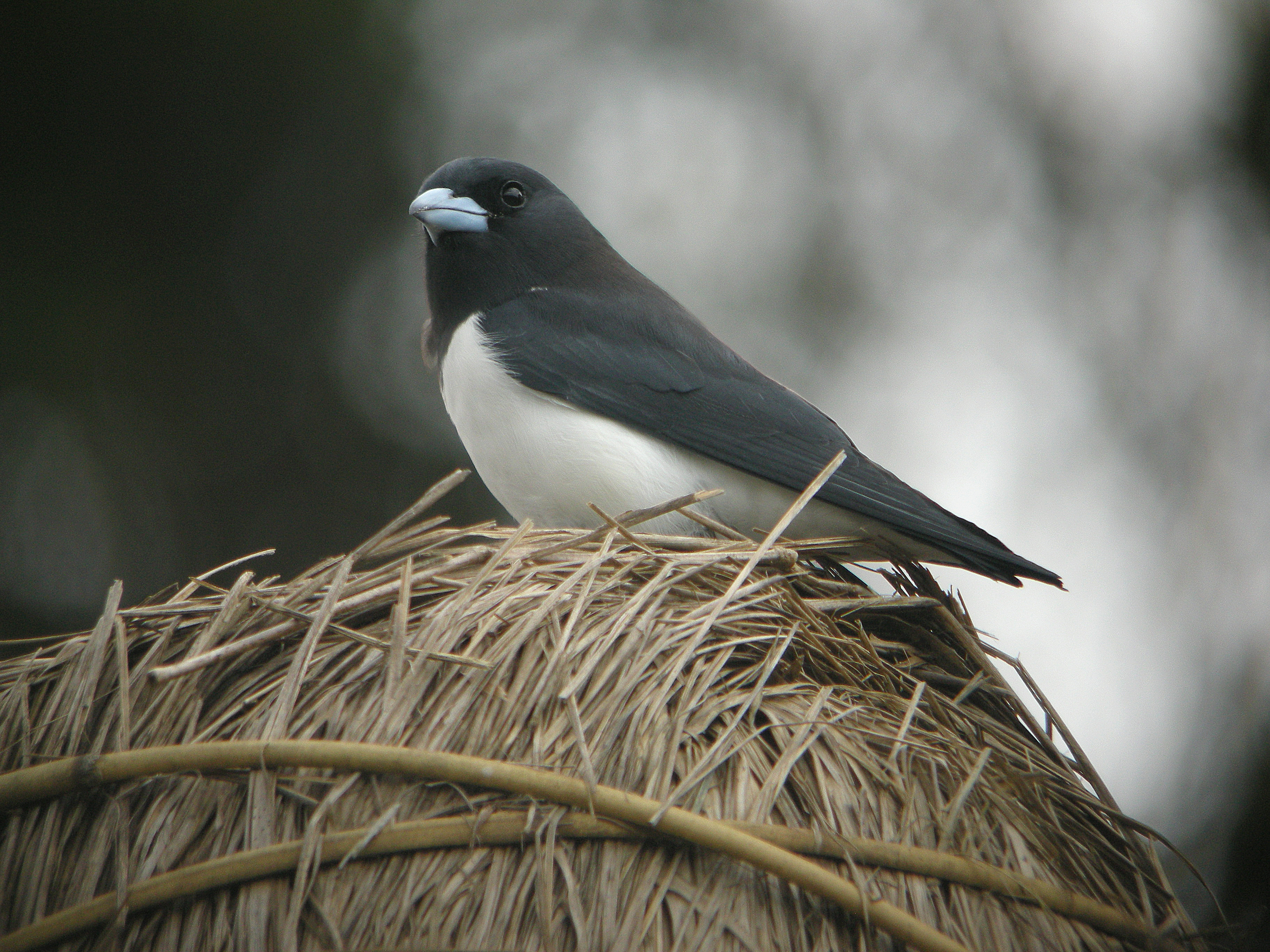
Ланграйн великий (Artamus maximus)

- Ланграйн білогрудий, Artamus leucorynchus
- Ланграйн меланезійський, Artamus insignis (E)
- Ланграйн чорнощокий, Artamus cinereus
- Біловух гірський, Peltops montanus
- Біловух лісовий, Peltops blainvillii
- Сорочиця чорноспинна, Cracticus mentalis
- Сорочиця новогвінейська, Cracticus cassicus
- Сорочиця тагуланська, Cracticus louisiadensis (E)
- Сорочиця чорна, Melloria quoyi
- Сорочиця велика, Gymnorhina tibicen

### Родина:Rhagologidae
- Лускавник, Rhagologus leucostigma

### Родина:Віялохвісткові(Rhipiduridae)
- Дронго папуанський, Chaetorhynchus papuensis
- Віялохвістка чорна, Rhipidura atra
- Віялохвістка білокрила, Rhipidura cockerelli
- Віялохвістка північна, Rhipidura rufiventris
- Віялохвістка плямистовола, Rhipidura threnothorax
- Віялохвістка біловуса, Rhipidura maculipectus
- Віялохвістка білочерева, Rhipidura leucothorax
- Віялохвістка чорноряба, Rhipidura leucophrys
- Віялохвістка мала, Rhipidura rufidorsa
- Віялохвістка папуанська, Rhipidura brachyrhyncha
- Віялохвістка сірогорла, Rhipidura dahli (E)
- Віялохвістка чорновола, Rhipidura matthiae (E)
- Віялохвістка адміральська, Rhipidura semirubra (E)
- Віялохвістка рудолоба, Rhipidura rufifrons
- Віялохвістка арафурська, Rhipidura dryas
- Віялохвістка сірочерева, Rhipidura albolimbata
- Віялохвістка рудочерева, Rhipidura hyperythra
- Віялохвістка гірська, Rhipidura drownei
- Віялохвістка сиза, Rhipidura albiscapa
- Віялохвістка мангрова, Rhipidura phasiana

### Родина:Дронгові(Dicruridae)
- Дронго лірохвостий, Dicrurus hottentottus
- Дронго новоірландський, Dicrurus megarhynchus (E)
- Дронго волохатий, Dicrurus bracteatus

### Родина:Дивоптахові(Paradisaeidae)
- Манукодія гриваста, Phonygammus keraudrenii
- Манукодія кучерява, Manucodia comrii (E)
- Манукодія зеленовола, Manucodia chalybata
- Манукодія мала, Manucodia jobiensis
- Манукодія чорна, Manucodia atra
- Дивоптах строкатий, Pteridophora alberti
- Паротія королівська, Parotia carolae
- Паротія велика, Parotia wahnesi (E)
- Паротія східна, Parotia lawesii (E)
- Чароптах, Seleucidis melanoleuca
- Дивоптах-серподзьоб східний, Drepanornis albertisi
- Дивоптах-серподзьоб західний, Drepanornis bruijnii
- Оздобник зеленоволий, Lophorina superba
- Оздобник короткокрилий, Lophorina minor (E)
- Оздобник великий, Ptiloris magnificus
- Оздобник східний, Ptiloris intercedens
- Дивоптах-шилодзьоб чорний, Epimachus fastuosus
- Дивоптах-шилодзьоб бурий, Epimachus meyeri
- Шоломник короткохвостий, Paradigalla brevicauda
- Астрапія ошатна, Astrapia splendidissima
- Астрапія зеленогруда, Astrapia rothschildi (E)
- Астрапія принцесова, Astrapia stephaniae (E)
- Астрапія білохвоста, Astrapia mayeri (E)
- Дивоптах королівський, Cicinnurus regius
- Дивоптах-білозір золотоспинний, Cicinnurus magnificus
- Дивоптах блакитний, Paradisaea rudolphi (E)
- Дивоптах імператорський, Paradisaea guilielmi (E)
- Дивоптах золотоспинний, Paradisaea decora (E)
- Дивоптах малий, Paradisaea minor
- Дивоптах рудохвостий, Paradisaea raggiana
- Дивоптах великий, Paradisaea apoda

### Родина:Іфритові(Ifritidae)
- Синьоголовка, Ifrita kowaldi[1][2]

### Родина:Монархові(Monarchidae)

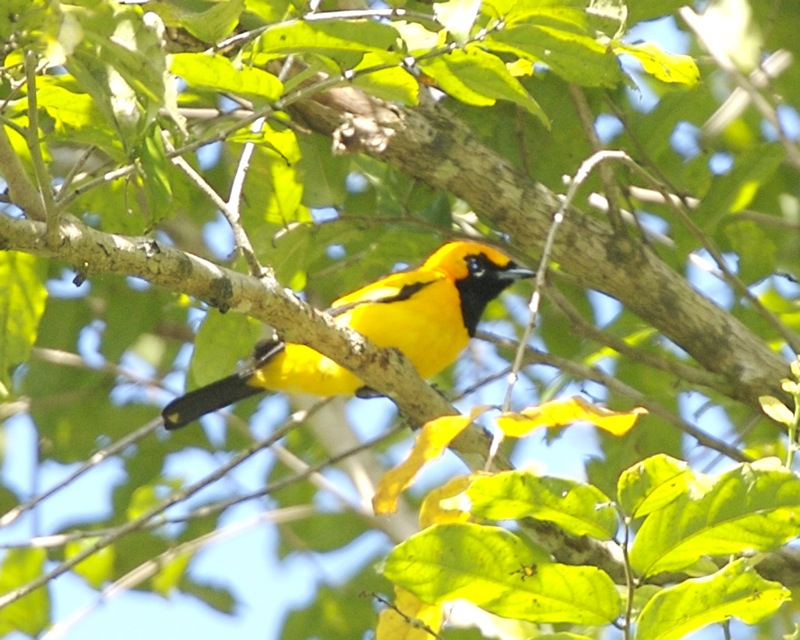
Монарх золотий (Carterornis chrysomela)

- Монарх золотий, Carterornis chrysomela
- Монарх сіроголовий, Monarcha cinerascens
- Монарх соломонський, Monarcha castaneiventris
- Монарх бугенвільський, Monarcha erythrostictus
- Монарх масковий, Monarcha melanopsis
- Монарх чорнокрилий, Monarcha frater
- Монарх вохристий, Monarcha rubiensis
- Монарх чорний, Symposiachrus axillaris
- Монарх рудоволий, Symposiachrus trivirgatus
- Монарх новогвінейський, Symposiachrus manadensis
- Монарх мануський, Symposiachrus infelix (E)
- Монарх білоспинний, Symposiachrus menckei (E)
- Монарх чорнохвостий, Symposiachrus verticalis (E)
- Монарх строкатокрилий, Symposiachrus barbatus
- Монарх чорнощокий, Symposiachrus guttula
- Монарх-голоок південний, Arses telescopthalmus
- Монарх-голоок північний, Arses insularis
- Скунда австралійська, Grallina cyanoleuca
- Скунда новогвінейська, Grallina bruijni
- Міагра сріблиста, Myiagra rubecula
- Міагра двобарвна, Myiagra ferrocyanea
- Міагра рудошия, Myiagra ruficollis
- Міагра строката, Myiagra cyanoleuca
- Міагра білогорла, Myiagra inquieta
- Міагра новогвінейська, Myiagra nana
- Міагра блискучопера, Myiagra alecto
- Міагра східна, Myiagra hebetior (E)
- Myiagra eichhorni (E)
- Myiagra cervinicolor (E)

### Родина:Melampittidae
- Чорняк малий, Melampitta lugubris
- Чорняк великий, Melampitta gigantea

### Родина:Сорокопудові(Laniidae)
- Сорокопуд сибірський, Lanius cristatus
- Сорокопуд довгохвостий, Lanius schach

### Родина:Воронові(Corvidae)
- Ворона білодзьоба, Corvus woodfordi
- Ворона бугенвільська, Corvus meeki
- Ворона новогвінейська, Corvus tristis
- Ворона австралійська, Corvus orru
- Ворона дугодзьоба, Corvus insularis

### Родина:Cnemophilidae
- Лорія чорна, Cnemophilus loriae
- Лорія вогниста, Cnemophilus macgregorii
- Лорія жовточерева, Loboparadisea sericea

### Родина:Фруктоїдові(Melanocharitidae)
- Фруктоїд оливковий, Melanocharis arfakiana
- Фруктоїд чорний, Melanocharis nigra
- Фруктоїд жовточеревий, Melanocharis longicauda
- Фруктоїд віялохвостий, Melanocharis versteri
- Фруктоїд смугастогрудий, Melanocharis striativentris
- Фруктоїд товстодзьобий, Melanocharis crassirostris
- Фруктоїд-довгодзьоб жовточеревий, Toxorhamphus novaeguineae
- Фруктоїд-довгодзьоб сірогорлий, Toxorhamphus poliopterus
- Нектаролюб сірочеревий, Oedistoma iliolophus
- Нектаролюб-крихітка, Oedistoma pygmaeum

### Родина:Тоутоваєві(Petroicidae)
- Чиркач великий, Amalocichla sclateriana
- Чиркач малий, Amalocichla incerta
- Гвінейниця річкова, Monachella muelleriana
- Гвінейниця австралійська, Microeca fascinans
- Гвінейниця жовтогруда, Microeca flavigaster
- Гвінейниця жовтонога, Microeca griseoceps
- Гвінейниця оливкова, Microeca flavovirescens
- Гвінейниця канаркова, Microeca papuana
- Тоутоваї рудоспинний, Eugerygone rubra
- Тоутоваї лісовий, Petroica bivittata
- Тоутоваї малий, Petroica pusilla
- Висвистувач північний, Tregellasia leucops
- Королець мангровий, Eopsaltria pulverulenta
- Королець широкобровий, Poecilodryas brachyura
- Королець строкатий, Poecilodryas hypoleuca
- Королець оливковий, Poecilodryas placens
- Королець чорноволий, Poecilodryas albonotata
- Королець-чернець білокрилий, Peneothello sigillatus
- Королець-чернець білогузий, Peneothello bimaculatus
- Королець-чернець сизий, Peneothello cyanus
- Королець попелястий, Heteromyias albispecularis
- Тоутоваї-світлоок зеленоспинний, Pachycephalopsis hattamensis
- Тоутоваї-світлоок сірий, Pachycephalopsis poliosoma
- Кракор папуанський, Drymodes beccarii (E)

### Родина:Жайворонкові(Alaudidae)
- Фірлюк яванський, Mirafra javanica

### Родина:Тамікові(Cisticolidae)
- Таміка віялохвоста, Cisticola juncidis
- Таміка золотоголова, Cisticola exilis

### Родина:Очеретянкові(Acrocephalidae)
- Очеретянка східна, Acrocephalus orientalis
- Очеретянка південна, Acrocephalus stentoreus
- Очеретянка австралійська, Acrocephalus australis

### Родина:Кобилочкові(Locustellidae)

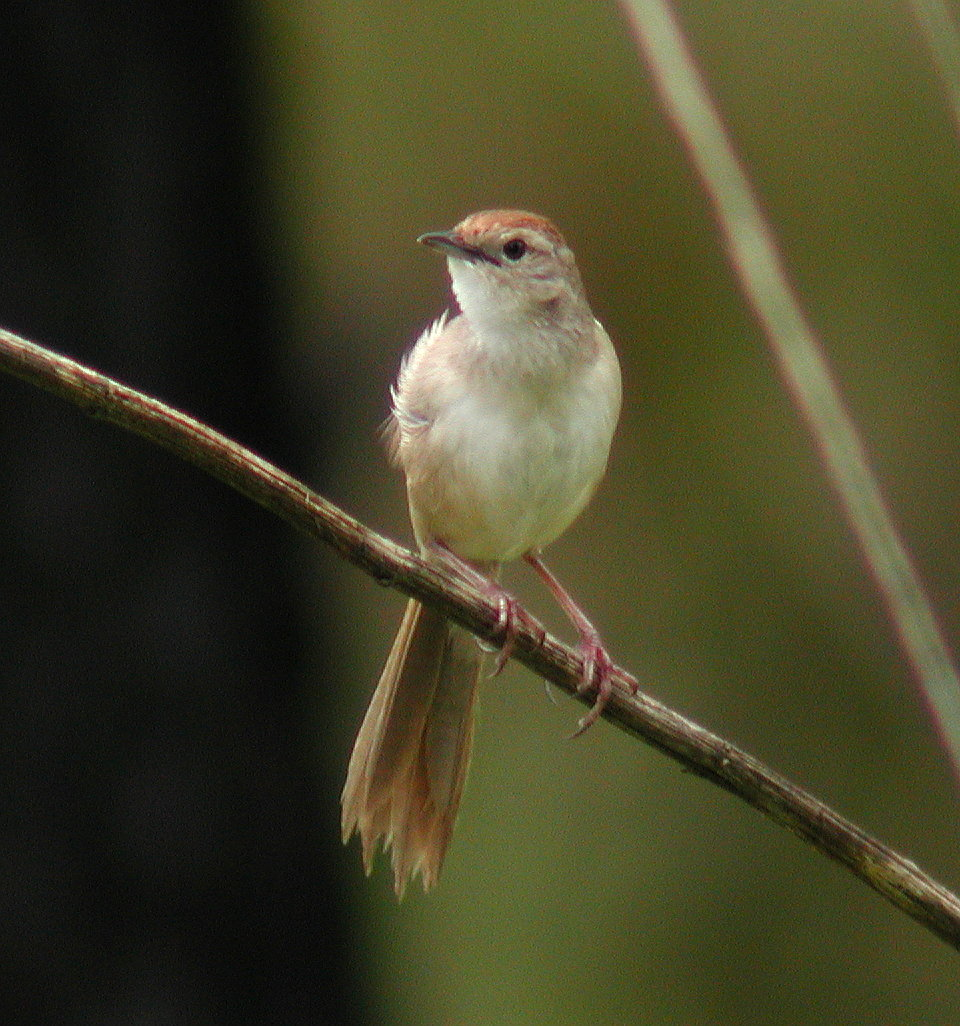
Матата руда (Cincloramphus timoriensis)

- Матата очеретяна, Poodytes albolimbatus
- Кущавник новобританський, Cincloramphus grosvenori (E)
- Кущавник рудощокий, Cincloramphus rubiginosus (E)
- Кущавник бугенвільський, Cincloramphus llaneae (E)
- Матата руда, Cincloramphus timoriensis
- Матата папуанська, Cincloramphus macrurus
- Кобилочка тайгова, Helopsaltes fasciolatus

### Родина:Ластівкові(Hirundinidae)
- Ластівка берегова, Riparia riparia
- Ластівка сільська, Hirundo rustica
- Ластівка австралійська, Hirundo neoxena
- Ластівка південноазійська, Hirundo tahitica
- Ластівка даурська, Cecropis daurica
- Ластівка синьоголова, Cecropis striolata
- Ясківка тасманійська, Petrochelidon ariel
- Ясківка лісова, Petrochelidon nigricans

### Родина:Бюльбюлеві(Pycnonotidae)
- Pycnonotus aurigaster (A)

### Родина:Вівчарикові(Phylloscopidae)
- Вівчарик японський, Phylloscopus xanthodryas (A)
- Вівчарик шелюговий, Phylloscopus borealis (A)
- Вівчарик камчатський, Phylloscopus examinandus (A)
- Вівчарик гірський, Phylloscopus trivirgatus
- Вівчарик новогвінейський, Phylloscopus poliocephalus

### Родина:Cettiidae
- Очеретянка бугенвільська, Horornis haddeni (E)

### Родина:Окулярникові(Zosteropidae)
- Окулярник цитриновий, Zosterops chloris
- Окулярник сумбейський, Zosterops citrinella
- Окулярник золотогорлий, Zosterops atrifrons
- Zosterops chrysolaemus
- Окулярник білогорлий, Zosterops meeki (E)
- Окулярник меланезійський, Zosterops hypoxanthus (E)
- Окулярник оливковий, Zosterops fuscicapilla
- Окулярник новогвінейський, Zosterops novaeguineae
- Окулярник папуанський, Zosterops griseotinctus (E)
- Окулярник жовтогорлий, Zosterops metcalfii
- Окулярник сірогорлий, Zosterops rendovae (E)

### Родина:Шпакові(Sturnidae)
- Шпак-малюк блискотливий, Aplonis metallica
- Шпак-малюк жовтоокий, Aplonis mystacea
- Шпак-малюк атоловий, Aplonis feadensis
- Шпак-малюк бугенвільський, Aplonis brunneicapillus
- Шпак-малюк соломонський, Aplonis grandis
- Шпак-малюк новогвінейський, Aplonis cantoroides
- Міно золотощокий, Mino dumontii
- Міно золотоволий, Mino anais
- Міно довгохвостий, Mino kreffti
- Gracula religiosa
- Шпак звичайний, Sturnus vulgaris
- Майна індійська, Acridotheres tristis (I)

### Родина:Дроздові(Turdidae)
- Квічаль строкатий, Zoothera dauma
- Квічаль новобританський, Zoothera talaseae (E)
- Квічаль буроволий, Zoothera heinei
- Дрізд мінливоперий, Turdus poliocephalus

### Родина:Мухоловкові(Muscicapidae)
- Мухоловка далекосхідна, Muscicapa griseisticta
- Соловейко червоногорлий, Calliope calliope
- Скеляр синій, Monticola solitarius
- Трав'янка чорна, Saxicola caprata

### Родина:Квіткоїдові(Dicaeidae)
- Квіткоїд оливковоголовий, Dicaeum pectorale
- Квіткоїд папуанський, Dicaeum geelvinkianum
- Квіткоїд острівний, Dicaeum nitidum (E)
- Квіткоїд східний, Dicaeum eximium (E)
- Квіткоїд малий, Dicaeum aeneum
- Квіткоїд австралійський, Dicaeum hirundinaceum

### Родина:Нектаркові(Nectariniidae)

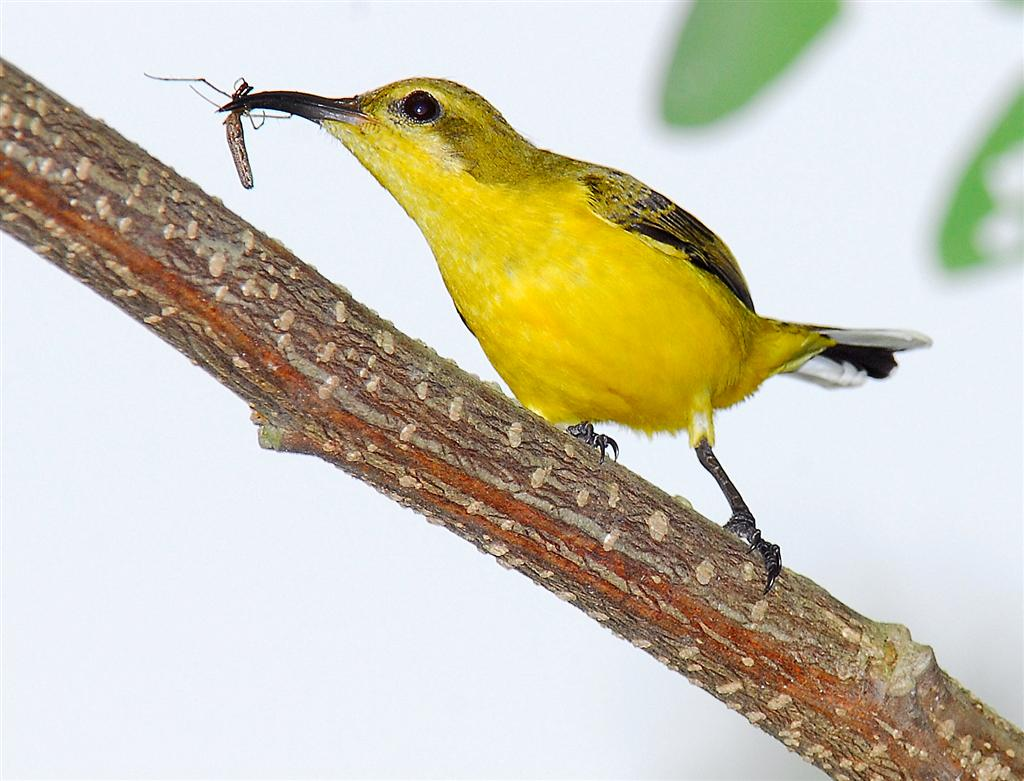
Маріка жовточерева (Cinnyris jugularis)

- Нектаринка чорна, Leptocoma aspasia
- Маріка жовточерева, Cinnyris jugularis

### Родина:Астрильдові(Estrildidae)
- Амадина гірська, Oreostruthus fuliginosus
- Амадина-рубінчик червоноброва, Neochmia temporalis
- Амадина-рубінчик малинова, Neochmia phaeton
- Папужник синьощокий, Erythrura trichroa
- Папужник новогвінейський, Erythrura papuana
- Мунія новогвінейська, Mayrimunia tristissima
- Мунія перлиста, Mayrimunia leucosticta
- Мунія великодзьоба, Lonchura grandis
- Мунія світлоголова, Lonchura nevermanni
- Мунія папуанська, Lonchura spectabilis
- Мунія сіроголова, Lonchura caniceps (E)
- Мунія сірошия, Lonchura hunsteini (E)
- Мунія новоірландська, Lonchura forbesi (E)
- Мунія каштанововола, Lonchura castaneothorax
- Мунія чорна, Lonchura stygia
- Мунія гірська, Lonchura montana
- Мунія альпійська, Lonchura monticola (E)
- Мунія новобританська, Lonchura melaena (E)

### Родина:Горобцеві(Passeridae)
- Горобець хатній, Passer domesticus (I)
- Горобець польовий, Passer montanus (A)

### Родина:Плискові(Motacillidae)
- Плиска гірська, Motacilla cinerea
- Плиска жовта, Motacilla flava
- Плиска аляскинська, Motacilla tschutschensis
- Щеврик австралійський, Anthus australis
- Щеврик іржастий, Anthus rufulus (A)
- Щеврик новогвінейський, Anthus gutturalis